# Wielka Debrza
Wielka Debrza – część wsi Nienaszów położona w Polsce, w województwie podkarpackim, w powiecie jasielskim, w gminie Nowy Żmigród.
W latach 1975–1998 Wielka Debrza administracyjnie należała do województwa krośnieńskiego.